# ديورو أوستويتش
ديورو أوستويتش مواليد 17 فبراير 1976 في بار، الجبل الأسود، جمهورية يوغوسلافيا الاشتراكية الاتحادية، هو لاعب كرة سلة مونتينيغري معتزل. بدأ مسيرته الاحترافية في سنة 1993. مثّل منتخب بلاده. اعتزل اللعب في 2011.

## المسيرة الاحترافية
لعب مع نادي مورنار بار لكرة السلة من سنة 1993 إلى 1997، ثم لعب مع نادي بودوشنوست لكرة السلة من سنة 1997 إلى 1999، ثم لعب مع نادي بارتيزان لكرة السلة من سنة 2001 إلى 2004، ثم لعب مع نادي بريوغان لكرة السلة في الدوري الإسباني من سنة 2004 إلى 2006، ثم لعب مع بشكتاش لكرة السلة في الدوري التركي في موسم 2006–2007، ثم لعب مع بي سي إم جرافيلين في الدوري الفرنسي في موسم 2007–2008.

## روابط خارجية
- ديورو أوستويتش على موقع الاتحاد الدولي لكرة السلة (الإنجليزية)
- ديورو أوستويتش على موقع الدوري الأوروبي لكرة السلة (الإنجليزية)
- ديورو أوستويتش على موقع الدوري الإسباني لكرة السلة (الإسبانية)
- ديورو أوستويتش على موقع كرة السلة الأوروبية.كوم (الإنجليزية)
- ديورو أوستويتش على موقع ريلجم (الإنجليزية)
- ديورو أوستويتش على موقع بروبوليرز (الإنجليزية)
- ديورو أوستويتش على موقع سبورتس رفرنس (الإنجليزية)
- ديورو أوستويتش على موقع أوليمبيديا (الإنجليزية)